# Brigan Tony e la sua Sicilia
Brigan Tony e la sua Sicilia è un album live di Brigan Tony, pubblicato nel 1985.

## Tracce
1. 'Na vota ni lavaumu 'nta pila – 5:11
2. 'O cimina – 4:59
3. A caramella – 3:09
4. Quant'e bella la terra mia – 4:18
5. Chiamate Catania 095 – 5:03
6. Sognu tragicu – 8:16
7. Boungalow – 3:45
8. Tangu 'ntricciatu – 3:47
9. U nannu etta pirita – 3:25
10. A partita – 6:43
11. 'U babbà – 4:04
12. Gilusia – 2:57
13. Si maritau Cola – 4:02
14. A facci de soddi – 3:08
15. Lu matrimoniu da farsa – 5:25
16. Twist – 4:37